# Az ezred lánya
Az ezred lánya Gaetano Donizetti kétfelvonásos vígoperája (opéra comique). A szövegkönyvét St. Georges és J. A. F. Bayard írták. Ősbemutatójára 1840. február 11-én került sor a párizsi Opéra-Comique-ban. A mű olasz változatát – Callisto Bassi fordítása alapján – a milánói Teatro alla Scala mutatta be 1840. október 3-án. Az átdolgozás révén a tiroliakból svájciak lettek, és a szerző az olasz ízlésnek megfelelően a prózai dialógusok helyett is recitativokat komponált.

## Szereplők
| Szereplő                                                       | Hangfaj                |
| -------------------------------------------------------------- | ---------------------- |
| Marie, markotányosnő                                           | lírai koloratúrszoprán |
| Tonio, fiatal tiroli legény                                    | lírai tenor            |
| Berkenfield márkiné                                            | komikus alt            |
| Sulpiz, őrmester                                               | basszus                |
| Hortensio, a márkiné udvarmestere                              | lírai bariton          |
| Egy káplár                                                     | basszus                |
| Egy parasztlegény                                              | tenor                  |
| Crakentorp hercegné                                            | szoprán                |
| Egy inas                                                       | próza                  |
| Jegyző                                                         | próza                  |
| Francia katonák, tiroli parasztok, bajor előkelőségek, szolgák | vegyeskar              |

## Cselekménye
Helyszín:Tirol (I. felv.), Bajorország (II. felv.)
Idő: 1805

### Első felvonás
Szín: egy tiroli falucska környéke
A vitézségéről híres francia 21. ezred katonái egy ütközet után újszülött csecsemőt találtak a csatatéren. Nagy szeretettel nevelték fel lányukat, aki idővel bájos hajadon lett, és mint markotányosnő élt az ezred katonái között. Az egész ezred, de főként Sulpiz őrmester elvárja, hogy a katonák közül válasszon magának jövendőbelit. Annál nagyobb az elképedésük, amikor kiderül, hogy Marie szívét egy fiatal tiroli legény, Tonio rabolta el. Pedig ennek a Toniónak komoly érdemei vannak, hiszen egy alkalommal megmentette Marie életét. Ennek ellenére a lányt csak úgy kaphatja meg, ha beáll katonának. Ekkor azonban váratlan dolog történik.
Megjelenik Berkenfield márkiné, aki régen elvesztett rokonát véli felfedezni a lányban. Követeli, hogy hagyja el az ezredet és költözzön a palotájába, ahol rangjának megfelelő nevelést fog kapni. Ráadásul Toniónak – aki Marie kedvéért felcsapott katonának – másnap a csapatával együtt tovább kell vonulnia. Így a szerelmesek sorsa ugyancsak keservesre fordul.

### Második felvonás
Szín: terem a márkiné palotájában
Marie nem érzi jól magát a palotában, de aláveti magát a márkiné akaratának, és engedelmesen készülődik a számára kijelölt hercegi vőlegénnyel való eljegyzésre. A fényes kézfogón azonban csapatával együtt megjelenik az időközben tisztté előléptetett Tonio. Mivel másképp nem kaphatja vissza Marie-t, az egybegyűlt előkelőségek legnagyobb megbotránkozására elmondja, hogy a lány mint markotányosnő szolgált a hadseregnél. A kényeskedő arisztokraták felháborodva, fintorogva vonulnak vissza, Tonio pedig katonái lelkes éljenzése közben viszi magával Marie-t.

## Híres részletek
- Chacun le sait, chacun le dit – Marie dala, I. felv.
- Ah! mes amis, quel jour de fête! – Tonio cavatinája, I. felv.

## Diszkográfia
francia változat
- Dame Joan Sutherland (Marie), Luciano Pavarotti (Tonio), Monica Sinclair (Berkenfield márkiné), Spiro Malas (Sulpice) stb.;  a Covent Garden Ének- és Zenekara, vezényel: Richard Bonynge (1968) DECCA 414 520-2